# Steffen Størseth
Steffen Størseth (født 26. april 1975 i Stavanger) er en norsk tidligere roer.
Størseth vandt, sammen med Kjetil Undset, sølv i dobbeltsculler ved OL 1996 i Atlanta. Duoen vandt sit indledende heat og blev toer i semifinalen, hvor de blev slået af den italienske båd. I finalen var italienerne igen for stærke og kom i mål næsten halvandet sekund foran de to nordmænd, der vandt sølv foran den franske båd, der var yderligere næsten halvandet sekund bagud.
Han deltog også i ved OL 2000 i Sydney, hvor han var en del af den norske firer uden styrmand, der endte på niendepladsen.
Størseth og Undset vandt desuden tre VM-medaljer i dobbeltsculler, to sølvmedaljer i henholdsvis 1997 og 1998 og en bronzemedalje i 1995.

## OL-medaljer
- 1996:  Sølv i dobbeltsculler